# Escource (ruisseau)
Le ruisseau d'Escource est un cours d'eau du département français des Landes d'une longueur de 30,9 km.

## Présentation
Le ruisseau d'Escource traverse une partie de la Haute-Lande et du pays de Born : plusieurs sources sur la commune de Solférino l'alimentent en eau douce et ferrugineuse, lui donnant sa couleur ocre. Il termine son parcours dans l'étang d'Aureilhan. De sa source à son embouchure, il prend successivement les noms de ruisseau du Baratnaou, de ruisseau de Belloc puis de ruisseau d'Escource.
De Solférino, son cours passe par Escource, marque une frontière naturelle entre Escource et Pontenx-les-Forges, puis entre Pontenx-les-Forges et Saint-Paul-en-Born. Sur la fin de son parcours, il se dédouble : le bras Nord longe le tuc de Houns sur la commune de Saint-Paul-en-Born avant de finir sa course dans l'étang, le bras Sud marque une frontière naturelle entre les communes d'Aureilhan et de Saint-Paul-en-Born et son cours se termine par un bassin dessableur avant de se jeter lui aussi dans l'étang.

## Bassin dessableur
Les rivières alimentant l'étang d'Aureilhan charrient des matériaux divers (sable, feuilles, broussailles), notamment en période de crue. Ces matériaux contribuent au comblement des étangs par envasement (matières organiques) ou ensablement. Afin d'y remédier, un bassin dessableur est aménagé peu avant le débouché du ruisseau d'Escource dans l'étang. Ce dispositif permet de contrôler les apports de sable de la rivière et donc de limiter le comblement du plan d'eau. Pour piéger le sable, il faut :
- ralentir la vitesse d'écoulement des eaux
- permettre au sable de se déposer

On réalise donc :
- un seuil rustique au fond du lit de la rivière en amont du bassin, pour stabiliser le profil de la rivière
- un élargissement du cours d'eau d'environ trois fois sa largeur
- un surcreusement de la rivière (150 m en moyenne) en aval du seuil pour permettre le dépôt du sable

Le bassin dessableur fait l'objet d'un suivi régulier de son remplissage. Il est vidé par des moyens mécaniques dès qu'il est rempli aux trois quarts. Le sable extrait est stocké sur berge pour ressuyage, puis évacué pour diverses utilisations.

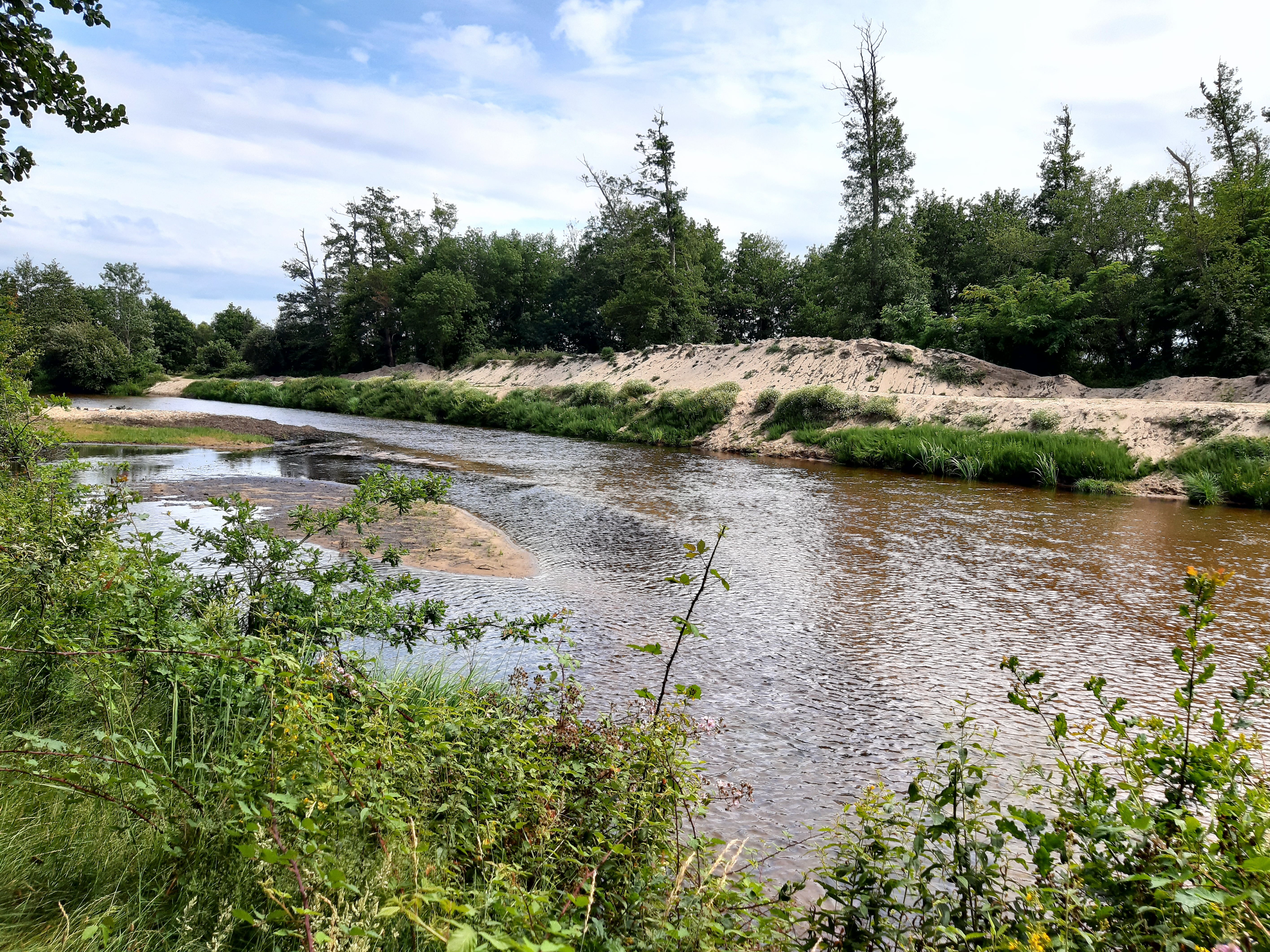
Bassin dessableur du ruisseau d'Escource

## Intérêt écologique

### Classement
Le ruisseau fait partie du site Natura 2000 FR7200714 - Zones humides de l'arrière dune du Pays de Born et de Buch.

### Forêt galerie
Dans le pays de Born, la forêt galerie, également nommée ripisylve, s'est formée naturellement à partir du milieu du XIXe siècle et l'abandon progressif du système agropastoral dans les Landes de Gascogne. Cette ripisylve est définie comme l'ensemble des formations boisées présentes sur les rives des cours d'eau. Elle remplit de nombreuses fonctions :
- sur l'érosion : en freinant l'écoulement de l'eau et en créant un réseau dense de racines qui fixent les matériaux constituant les berges, elle limite le phénomène d'érosion et préserve les terrains riverains
- sur la qualité de l'eau : la végétation a un rôle de filtre des matières en suspension. Les eaux de ruissellement de surface traversent les boisements qui fixent, utilisent ou permettent la transformation des polluants organiques, préservant ainsi la qualité de l'eau des nappes et des cours d'eau. Le système radiculaire de la ripisylve constitue ainsi un filtre efficace contre certains polluants (phosphates et nitrates d'origine agricole ou urbaine)
- sur la faune : les berges des rivières sont des habitats essentiels pour de nombreuses espèces d'insectes, d'amphibiens, reptiles, oiseaux et mammifères. La végétation leur apporte la nourriture, les abris contre les intempéries et les prédateurs, ainsi que les zones de reproduction indispensables à leur développement. Pour les habitants de la rivière (poisons, insectes), les racines et les radicelles servent d'abri contre le courant et les prédateurs
- sur le paysage : les paysages liés au cours d'eau sont attractifs. Bien souvent, le cours d'eau lui même n'est pas visible directement, c'est le cours végétal qui marque sa présence. La ripisylve ou forêt galerie contribue à la qualité du cadre de vie[3]

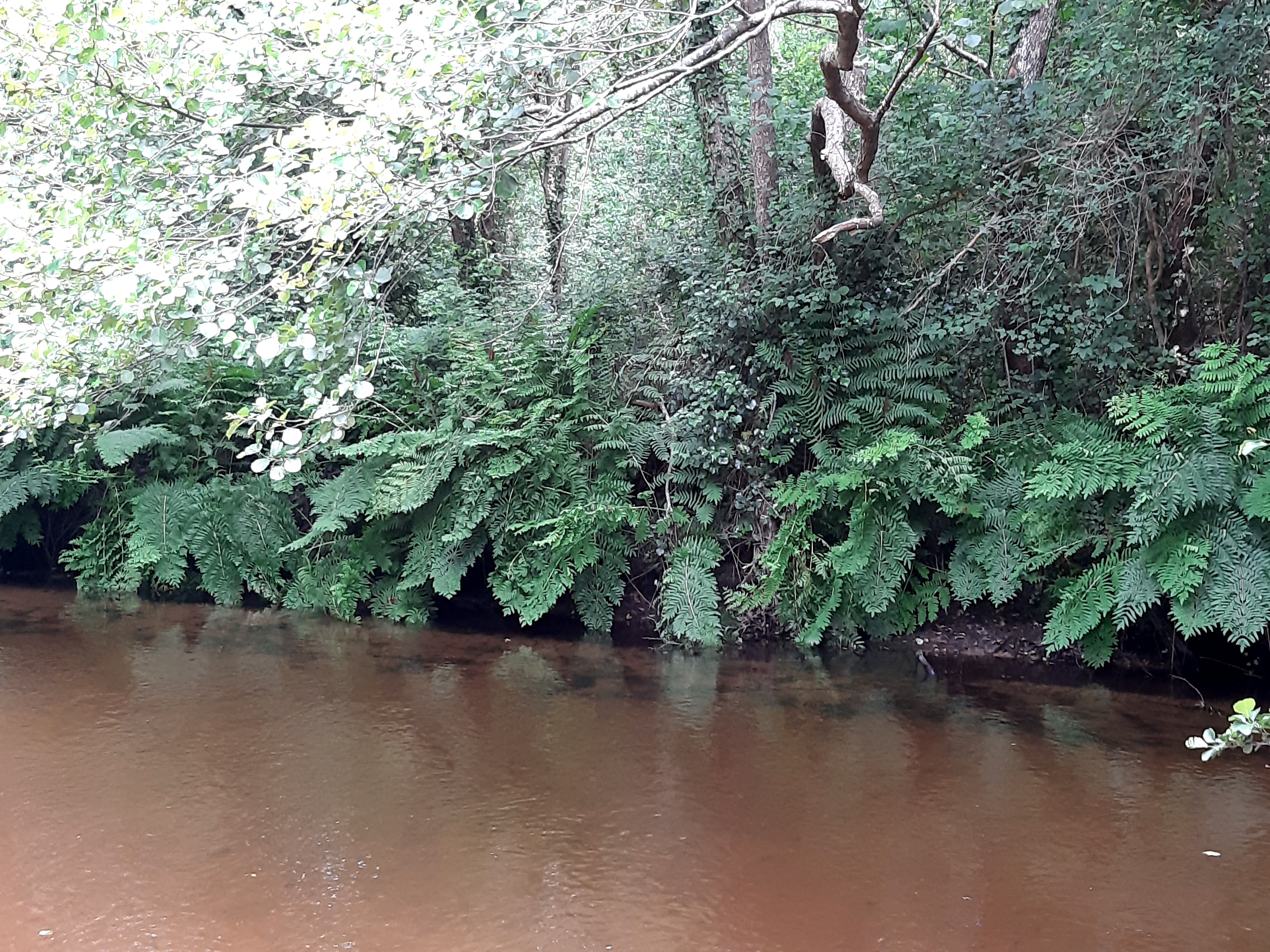
Osmonde royale  sur la berge du ruisseau d'Escource

### Espèces animales
Parmi les espèces animales vivant dans ou aux abords du ruisseau d'Escource, on dénombre les variétés suivantes :
- poissons : gardon, truite fario, goujon, lamproie de Planer ;
- oiseaux : martin pêcheur ;
- mammifères : ragondin, vison d'Europe, loutre d'Europe ;
- reptiles : cistude d'Europe, tortue de Floride (espèce invasive) ;
- crustacés : écrevisse de Louisiane (espèce invasive) ;
- insectes : lépidoptère, épeire fasciée, libellule déprimée.

## Croyances
Près de Cap de Pin sur la commune d'Escource, trois fontaines de dévotion se succèdent à proximité du ruisseau. Il s'agit de :
- Saint-Antoine de Traverse, réputée soigner les affections de la peau ;
- Sainte-Luce, pour les yeux ;
- Saint-Cô, pour le cœur (« co » signifiant « cœur » en gascon).

Avant de choisir, les habitants d'autrefois passaient devant une « recommandeuse » (« recommandayre » en gascon) qui, comme son nom l'indique, recommandait la fontaine à utiliser et le rituel à suivre selon la maladie à traiter pour obtenir la guérison. Par endroits, le nombre de linges disposés sur les croix ou les arbustes environnants témoigne de la fréquentation des lieux encore de nos jours. Le rite veut en effet que le patient imprègne un tissu de l'eau de la source et le passe sur la partie du corps à traiter, puis accroche ce linge près de la fontaine comme signe de remerciement tel un ex-voto.

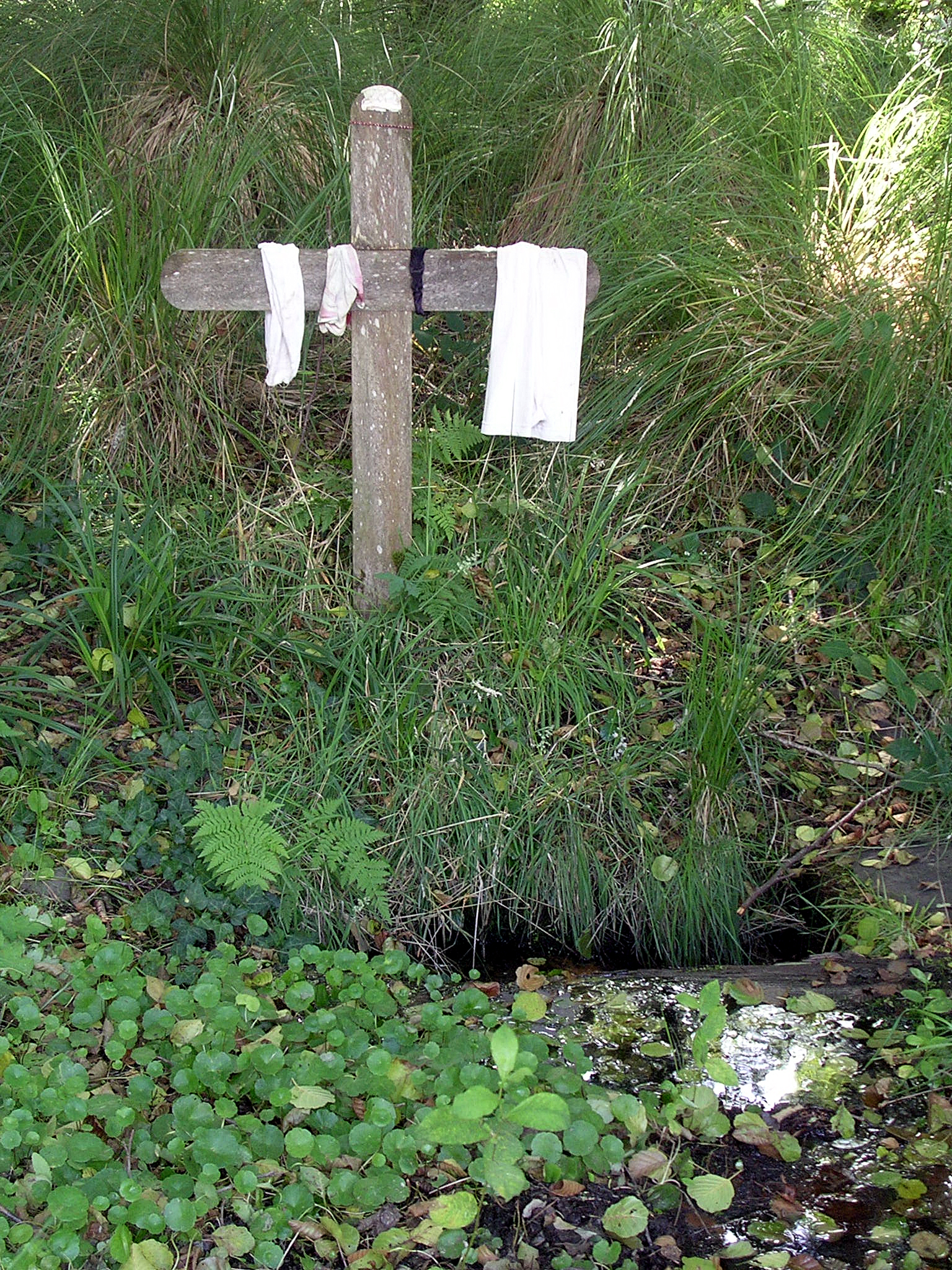
Saint-Antoine de la Traverse
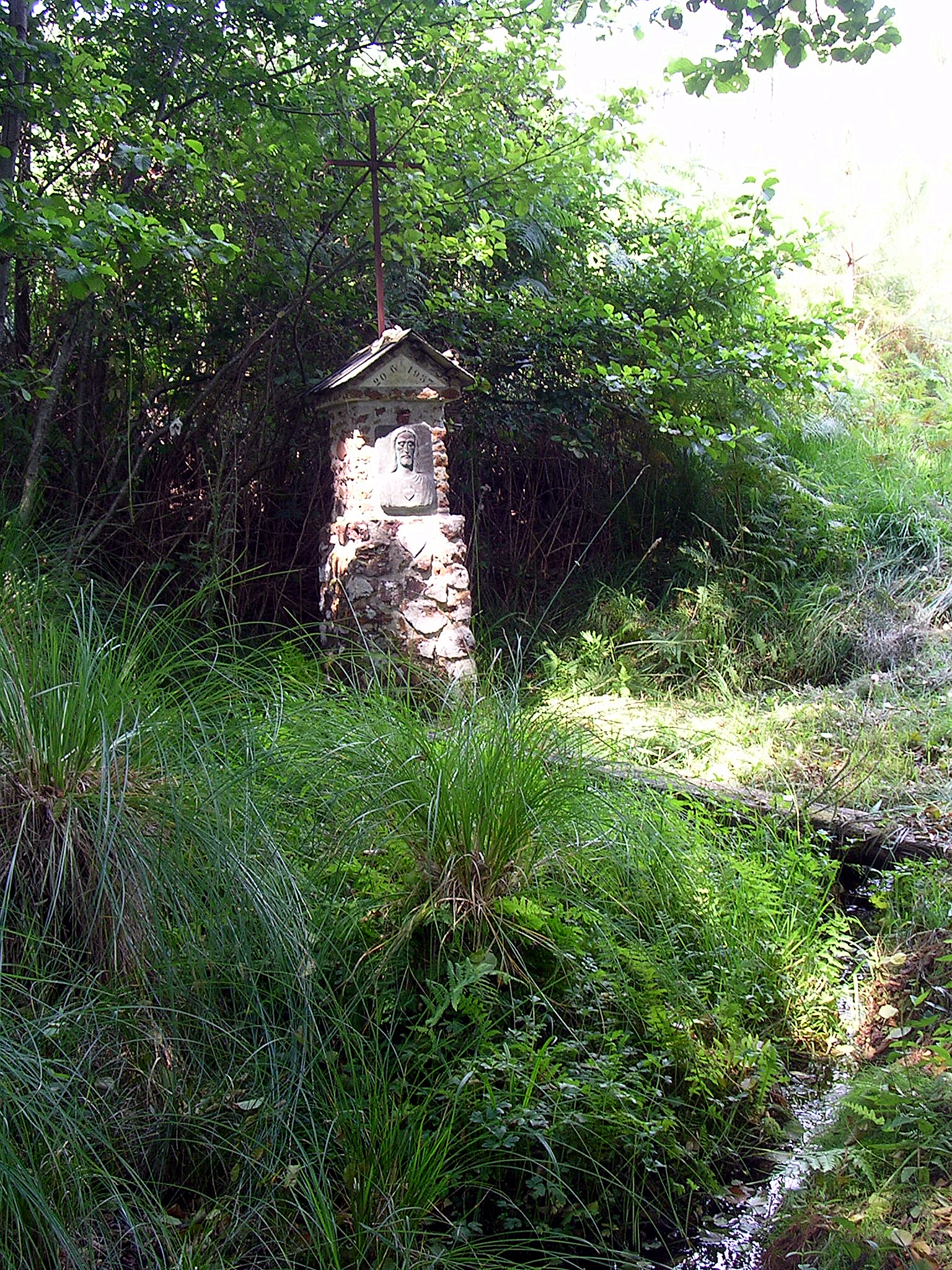
Saint-Cô d'Escource
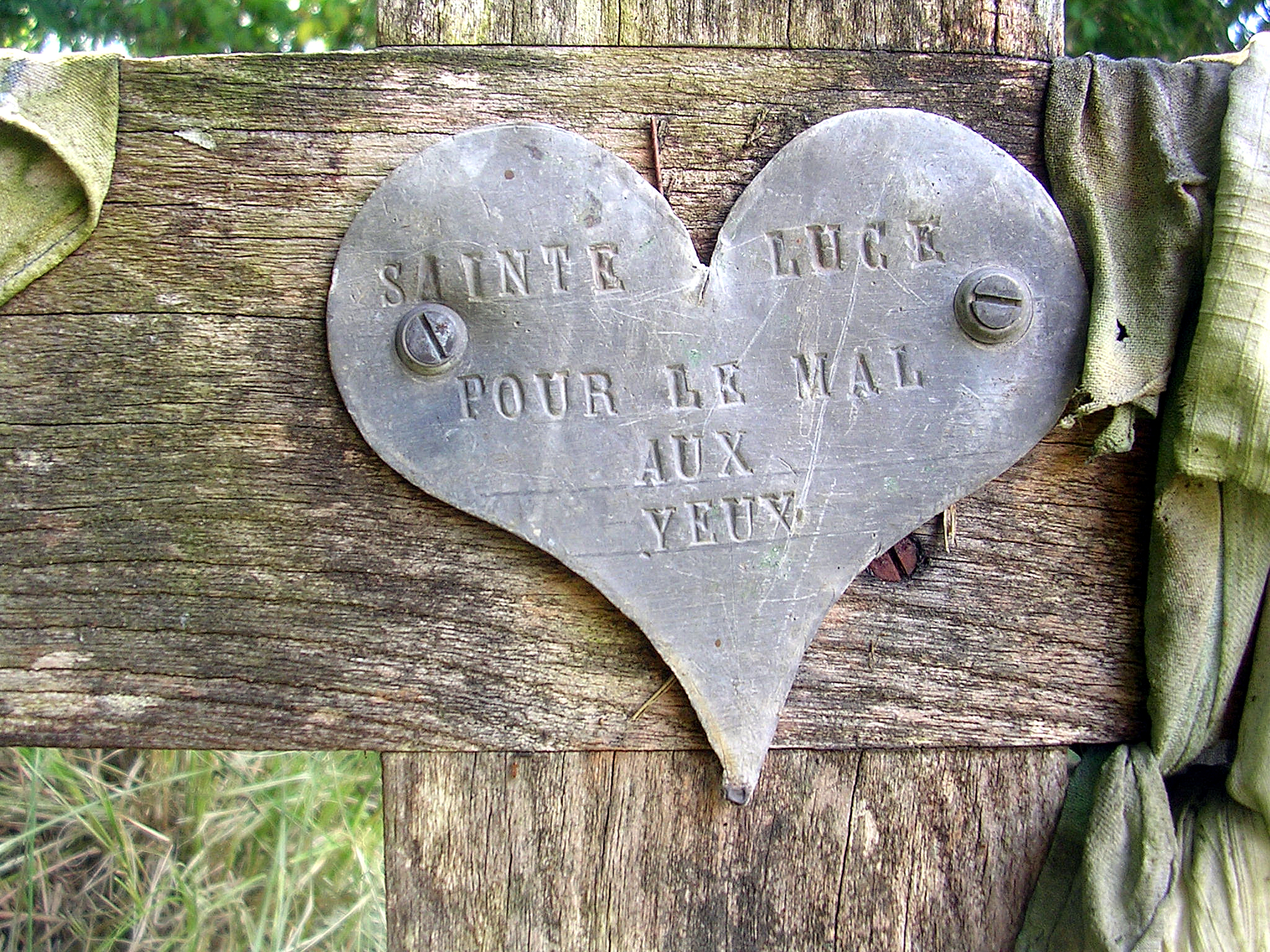
Sainte-Luce d'Escource